# 国際ダンスデー
国際ダンスデー(こくさいダンスデー、英語: International Dance Day)はUNESCOの演劇部門を担当する国際演劇協会が実施する国際的なダンスの祭典。国際デーの一つでもある。近代バレエの父と言われるジャン＝ジョルジュ・ノヴェールの誕生日である4月29日に毎年開催されている。

## 概要
1982年に創設されて以来、毎年一人のダンサーもしくは振付師が選出され、代表メッセージを表明している。さらに、メインイベントが毎年開催されており、ダンスの披露やワークショップ、人道プロジェクト、スピーチなどが実施されている。
国際ダンスデーを通じ、世界中の政府や政治家に対してダンスの重要性、価値を表明することが目的とされている。

## 式典・イベント
毎年4月29日に国際演劇協会がダンサー、振付師、学生などを記念式典に招待する。
記念式典の開催地は国際演劇協会の理事会が選出し、2017年は上海、2018年はハバナで開催された。
記念式典のプログラムは多様であるが、毎回トップダンサーによるダンスパフォーマンス、基調講演、代表メッセンジャーからのスピーチが実施されている。
また、同日には世界中で記念イベントが開催され、ダンスパフォーマンスやワークショップなどが実施される。

## 代表メッセージ
毎年、国際ダンスデー当日に代表メッセンジャーからのメッセージが発表される。代表メッセンジャーは国際演劇協会が世界中のダンサー、振付師から選出し、過去にはトリシャ・ブラウン、アリシア・アロンソ、マース・カニンガムなどが選出されている。
2018年には国際演劇協会70周年を記念して、ユネスコ5地域から代表が1名ずつ選出された。
以下は代表メッセンジャーの一覧である。
| 年     | 代表                                                                                     | 国籍                                             |
| ------ | ---------------------------------------------------------------------------------------- | ------------------------------------------------ |
| 2020年 | グレゴリー・ヴヤニ・マコマ                                                               | 南アフリカ共和国                                 |
| 2019年 | カリマ・マンスール                                                                       | エジプト                                         |
| 2018年 | サリア・サノウ ゲオルゲット・ゲバラ ウィリー・ツァオ オハド・ナハリン マリアネラ・ボアン | ブルキナファソ レバノン 香港 イスラエル キューバ |
| 2017年 | トリシャ・ブラウン                                                                       | アメリカ                                         |
| 2016年 | レミ・ポニファシオ                                                                       | サモア・ニュージーランド                         |
| 2015年 | イスラエル・ガルヴァン                                                                   | スペイン                                         |
| 2014年 | モウラド・メルゾウキ                                                                     | フランス                                         |
| 2013年 | リン・ファイミン                                                                         | 中華民国                                         |
| 2012年 | シディ・ラルビ・シェルカウイ                                                             | ベルギー                                         |
| 2011年 | アンヌ・テレサ・ドゥ・ケースマイケル                                                     | ベルギー                                         |
| 2010年 | フリオ・ボッカ                                                                           | アルゼンチン                                     |
| 2009年 | アクラム・カーン                                                                         | イギリス                                         |
| 2008年 | グラディス・アグラス                                                                     | 南アフリカ                                       |
| 2007年 | サーシャ・ワルツ                                                                         | ドイツ                                           |
| 2006年 | ノロドム・シハモニ                                                                       | カンボジア                                       |
| 2005年 | 吉田都                                                                                   | 日本                                             |
| 2004年 | スティーブン・ページ                                                                     | オーストラリア                                   |
| 2003年 | マッツ・エク                                                                             | スウェーデン                                     |
| 2002年 | キャサリン・ダナム                                                                       | アメリカ                                         |
| 2001年 | ウィリアム・フォーサイス                                                                 | アメリカ                                         |
| 2000年 | アリシア・アロンソ イジー・キリアーン エル・レクール                                     | キューバ ロシア フランス                         |
| 1999年 | マフムード・レダ                                                                         | エジプト                                         |
| 1998年 | 大野一雄                                                                                 | 日本                                             |
| 1997年 | モーリス・ベジャール                                                                     | フランス                                         |
| 1996年 | マイヤ・プリセツカヤ                                                                     | ロシア                                           |
| 1995年 | マレー・ルイス                                                                           | アメリカ                                         |
| 1994年 | ダイ・アイリアン                                                                         | 中国・トリニダードトバゴ                         |
| 1993年 | マギー・マラン                                                                           | フランス                                         |
| 1992年 | ジャーメイン・アコニー                                                                   | ベナン・セネガル                                 |
| 1991年 | ハンス・ヴァン・マネン                                                                   | オランダ                                         |
| 1990年 | マース・カニンガム                                                                       | アメリカ                                         |
| 1989年 | ドリス・レイン                                                                           | フィンランド                                     |
| 1988年 | ロビンハワード                                                                           | イギリス                                         |
| 1987年 | ITIダンス委員会                                                                          | -                                                |
| 1986年 | チェトナ・ジャラン                                                                       | インド                                           |
| 1985年 | ロバート・ジョフリー                                                                     | アメリカ                                         |
| 1984年 | ユーリー・グリゴローヴィチ                                                               | ロシア                                           |
| 1983年 | メッセージ作成者なし                                                                     | なし                                             |
| 1982年 | ヘンリック・ノイバウアー                                                                 | スロベニア                                       |